# Pseudactinia
Pseudactinia är ett släkte av koralldjur. Pseudactinia ingår i familjen Actiniidae.
Kladogram enligt Catalogue of Life:
| Pseudactinia | \| \| Pseudactinia flagellifera \| \| \| \| \| \| Pseudactinia melanaster \| \| \| \| \| \| Pseudactinia varia \| \| \| \| |
|              | \| \| Pseudactinia flagellifera \| \| \| \| \| \| Pseudactinia melanaster \| \| \| \| \| \| Pseudactinia varia \| \| \| \| |
|              | Pseudactinia flagellifera                                                                                                  |
|              | |
|              | Pseudactinia melanaster |
|              | |
|              | Pseudactinia varia |
|              | |